# Raspailia pacifica
Raspailia pacifica är en svampdjursart som först beskrevs av Koltun 1962.  Raspailia pacifica ingår i släktet Raspailia och familjen Raspailiidae. Inga underarter finns listade i Catalogue of Life.